# زواج تعددي
زواج تعدُّدي (بالإنجليزية: Polygamy)‏، (باليونانية: πολυγαμία)‏ هو مصطلح يشمل المصطلحات الثلاث تعدد الزوجات وتعدد الأزواج والزواج الجماعي؛ بمعنى يسمح للرجل أن يتزوج أكثر من امرأة ويسمى تعدد الزوجات، وأن تتزوج المرأة بأكتر من رجل ويسمى تعدد الأزواج.
وعلى عكس الزواج التعددي، فإن الزواج الأحادي هو زواج يتكون من طرفين فقط. وغالبًا ما يستخدم مصطلح «الزواج التعددي» بالمعنى الواقعي، بغض النظر عما إذا كانت الدولة تعترف بالعلاقة أم لا. في علم الأحياء الاجتماعي وعلم الحيوان، يستخدم الباحثون الزواج التعددي بمعنى واسع وبمعنى أي شكل من أشكال الزاوج المُتعدد.
تعدد الزوجات، هي الممارسة التي يكون فيها للرجل أكثر من زوجة واحدة في نفس الوقت، وهي إلى حد بعيد الشكل الأكثر شيوعًا للزواج التعددي. العديد من الدول ذات الأغلبية المسلمة وبعض الدول التي بها أقليات مسلمة كبيرة تقبل تعدد الزوجات بدرجات متفاوتة من الناحيتين القانونية والثقافية. في العديد من البلدان، مثل الهند، لا يعترف القانون إلا بتعدد الزوجات للسكان المسلمين عن طريق الشريعة الإسلامية وهي القانون الديني الذي يُشكل جزءًا من التقاليد الإسلامية التي تسمح بتعدد الزوجات. وهي مشتقة من تعاليم الإسلام، ولا سيما القرآن الكريم والسنة النبوية.
يعتبرالزواج التعددي (الذي يأخذ شكل تعدد الزوجات) أكثر شيوعًا في منطقة تُعرف باسم «حزام الزواج التعددي» في غرب إفريقيا ووسط إفريقيا، حيث يُقدر أن البلدان التي لديها أعلى انتشار للزواج التعددي في العالم هي بوركينا فاسو ومالي وغامبيا والنيجر ونيجيريا.
من وجهة نظر قانونية، فأن البلدان الغربية والمسيحية، لا تعترف إلا بالزواج الأحادي (يُمكن للشخص أن يكون له زوج واحداً فقط، والجمع بين زوجتين غير قانوني)، فإن الزنا ليس «غير قانوني»، مما يؤدي إلى السماح بالزواج التعددي بحُكم الواقع، لكن بدون اعتراف قانوني بـ «الأزواج» غير الرسميين. كما ذكرت لجنة حقوق الإنسان التابعة للأمم المتحدة أن الزواج التعددي ينتهك العهد الدولي الخاص بالحقوق المدنية والسياسية، مشيرة إلى مخاوف من أن عدم «المساواة في المعاملة فيما يتعلق بالحق في الزواج» يعني أن الزواج التعددي يقتصر على تعدد الزوجات عمليا، وينتهك كرامة المرأة ويجب حظره. على وجه التحديد، أشارت التقارير المقدمة إلى لجان الأمم المتحدة إلى حدوث انتهاكات للعهد الدولي الخاص بالحقوق المدنية والسياسية بسبب هذه التفاوتات  وقد أوصت التقارير المقدمة إلى الجمعية العامة للأمم المتحدة بحظره.
لا ينطبق العهد الدولي الخاص بالحقوق المدنية والسياسية على الدول التي لم توقع عليه، والتي تشمل العديد من الدول الإسلامية مثل المملكة العربية السعودية والإمارات العربية المتحدة وقطر وماليزيا وبروناي وعمان وجنوب السودان.

## نماذج
يوجد الزواج التعددي في ثلاثة أشكال محددة:
- تعدد الزوجات: حيث يكون للرجل عدة زوجات في وقت واحد.
- تعدد الأزواج: حيث يكون للمرأة عدة أزواج في وقت واحد.
- زواج جماعي: حيث تتكون الأسرة من عدة أزواج وعدة زوجات في سن الرشد.

## المواقف الدينية اتجاه الزواج التعددي

### الهندوسية
يذكر ريجفيدا أنه خلال الفترة الفيدية، يمكن للرجل أن يكون له أكثر من زوجة واحدة. يتم تأكيد هذه الممارسة في ملاحم مثل رامايانا وماهابهاراتا. يسمح دارماشاسترا للرجل بالزواج من النساء بشرط أن توافق الزوجة الأولى على الزواج منه. على الرغم من وجودها، إلا أنها كانت تمارس في الغالب من قبل الرجال ذوي المكانة العليا. لم يُسمح لعامة الناس بالزواج الثاني إلا إذا لم تستطع الزوجة الأولى إنجاب ابن أو لديها بعض الخلاف أو غير قادرة على أداء واجباتها الدينية، وذلك لدعم وجود قانون للطلاق في الهندوسية.

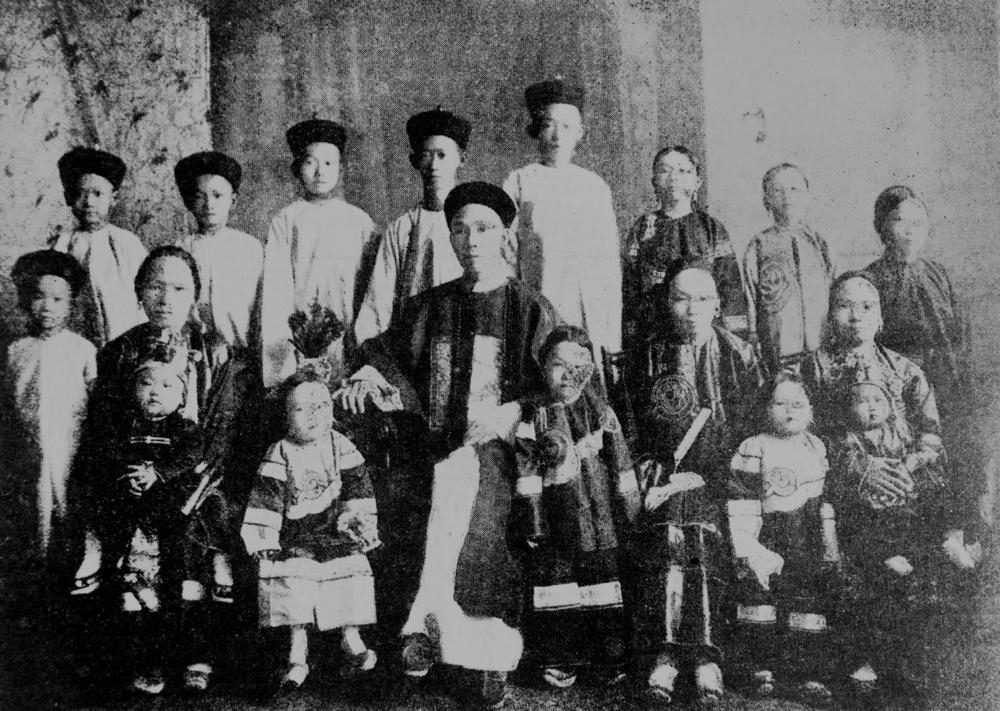
مهاجر صيني مع زوجاته الثلاث وأطفاله الأربعة عشر ، كيرنز ، 1904

### البوذية
لا تعتبر البوذية الزواج سرًا؛ إنها مسألة علمانية بحتة، وعادة لا يشارك فيها الرهبان البوذيون (على الرغم من أن الكهنة والرهبان يتزوجون في بعض الطوائف). وبالتالي، لا يحظى الزواج بأي عقوبة دينية. تنص صحيفة بارابهافا سوتا على أن «الرجل الذي لا يرضي امرأة واحدة ويبحث عن نساء أخريات في طريقه إلى التراجع». يبدو أن أجزاء أخرى من الكتاب المقدس البوذي تعامل الزواج التعددي بشكل غير موات، مما دفع بعض المؤلفين إلى استنتاج أن البوذية بشكل عام لا توافق عليه  أو تعتبره بدلاً من ذلك نموذجًا زوجيًا مسموحًا به ولكنه ثانوي.
تم الاعتراف بالزواج التعددي في تايلاند قانونًا حتى عام 1935. وتم حظر الزواج التعددي في ميانمار في عام 2015. في سريلانكا، كان تعدد الأزواج قانونيًا في مملكة كاندي، ولكن تم حظره من قبل البريطانيين بعد غزو المملكة في عام 1815.عندما تُرجمت النصوص البوذية إلى الصينية، تمت إضافة المعاشرة دون زواج إلى قائمة الشركاء غير المناسبين. كان تعدد الأزواج في التبت شائعًا تقليديًا، وكذلك تعدد الزوجات، ولم يُنظر أبدًا إلى وجود العديد من الزوجات أو الأزواج على أنه يمارس الجنس مع شركاء غير مناسبين. في الغالب، يمارس تعدد الأزواج الأخوي، ولكن في بعض الأحيان يكون للأب والابن زوجة مشتركة، وهي هيكل عائلي فريد في العالم. كما توجد أشكال أخرى من الزواج، مثل الزواج الجماعي والزواج الأحادي. كما أن تعدد الأزواج (وخاصة تعدد الأزواج الأخوي) شائع أيضًا بين البوذيين في بوتان ولداخ وأجزاء أخرى من شبه القارة الهندية.

### التقاليد السلتية
كان من المعروف أن بعض الوثنيين السلتيين قبل المسيحية يمارسون الزواج التعددي، على الرغم من أن الشعوب السلتية تذبذبت بينها، والزواج الأحادي وتعدد الأزواج اعتمادًا على الفترة الزمنية والمنطقة. في بعض المناطق استمر هذا حتى بعد بدء التنصير، على سبيل المثال، سمحت قوانين بريهون في أيرلندا الغالية صراحة بالزواج التعددي، خاصة بين الطبقة النبيلة. تقبل بعض الأديان الوثنية الكلتية الحديثة ممارسة الزواج التعددي بدرجات متفاوتة، على الرغم من أن مدى انتشار هذه الممارسة داخل هذه الأديان غير معروف.

### الزرادشتية
هناك معلومات محدودة حول الزواج التعددي في التقاليد الزرادشتية. لا يوجد ممر في الأبستاق يؤيد الزواج التعددي أو الزواج الأحادي. ومع ذلك، فإن التقاليد تنص على أن زرادشت كان له ثلاث زوجات. يبدو أن تعدد الزوجات كان حقًا لكبار الشخصيات الروحية والأرستقراطيين. وهو مذكور في الكتابات الأجنبية.

### اليهودية
تحتوي التوراة على بعض اللوائح المحددة التي تنطبق على الزواج التعددي، مثل الخروج 21:10: «إذا أخذ زوجة أخرى لنفسه؛ طعامها وملابسها وواجبها في الزواج ألا ينقص». على الرغم من انتشاره في الكتاب المقدس العبري، لا يعتقد بعض العلماء أن تعدد الزوجات كان يمارس عادة في العصر التوراتي لأنه يتطلب قدرًا كبيرًا من الثروة. على النقيض من ذلك، يقول ميخائيل كووغان (وآخرون) أن «تعدد الزوجات استمر ممارسته بشكل جيد في الفترة التوراتية، وهو مشهود عليه بين اليهود في وقت متأخر من القرن الثاني الميلادي».
في العصر الحديث، لا يتغاضى اليهود بشكل عام عن تعدد الزوجات. استمر اليهود الأشكناز في اتباع حظر رابينو غيرشوم منذ القرن الحادي عشر. توقفت بعض المجتمعات اليهودية المزراحية (خاصة اليهود اليمنيين واليهود الفارسيين) عن تعدد الزوجات مؤخرًا، بعد أن هاجروا إلى البلدان التي كان محظورًا أو غير قانوني فيها. تحظر فيما تُعرف بإسرائيل تعدد الزوجات بموجب القانون. لكن في الممارسة العملية، يتم تطبيق القانون بشكل فضفاض، وذلك في المقام الأول لتجنب التدخل في الثقافة البدوية، حيث يمارس تعدد الزوجات. الاتحادات المتعددة الزوجات الموجودة مسبقًا بين اليهود من الدول العربية (أو دول أخرى حيث لم تكن الممارسة محظورة وفقًا لتقاليدهم ولم تكن غير قانونية) لا تخضع لهذا القانون الإسرائيلي. لكن لا يُسمح لليهود الشرقيين بالدخول في زيجات جديدة متعددة الزوجات في إسرائيل. ومع ذلك، قد يستمر تعدد الزوجات في المجتمعات اليهودية غير الأوروبية الموجودة في البلدان التي لا يُحظر فيها، مثل الجاليات اليهودية في إيران والمغرب.
جعلت إسرائيل الزواج التعددي غير قانوني. تم وضع أحكام للسماح للأسر القائمة متعددة الزوجات بالهجرة من البلدان التي كانت الممارسة فيها قانونية. علاوة على ذلك، فقد أيد الحاخام الرئيسي السابق عوفاديا يوسف تقنين تعدد الزوجات وممارسة «المحظية» من قبل الحكومة الإسرائيلية.

### المسيحية
على الرغم من أن العهد القديم يصف أمثلة عديدة للزواج التعددي بين المصلين لله، إلا أن معظم الجماعات المسيحية رفضت ممارسة الزواج التعددي وأيدت الزواج الأحادي وحده كمعيار. ومع ذلك، فإن بعض الجماعات المسيحية في فترات مختلفة قد مارست أو تمارس حاليًا الزواج التعددي. يناقش بعض المسيحيين بنشاط ما إذا كان العهد الجديد أو الأخلاق المسيحية يسمح أو يحظر الزواج التعددي.
يجادل بعض اللاهوتيين المسيحيين بأنه في متى 19: 3-9 والإشارة إلى التكوين 2:24، ينص يسوع صراحة على أن الرجل يجب أن يكون له زوجة واحدة فقط:
هَلْ يَحِلُّ لِلرَّجُلِ أَنْ يُطَلِّقَ امْرَأَتَهُ لِكُلِّ سَبَبٍ؟» فَأَجَابَ: «أَمَا قَرَأْتُمْ أَنَّ الَّذِي خَلَقَ مِنَ الْبَدْءِ خَلَقَهُمَا ذَكَراً وَأُنْثَى؟» وَقَالَ: «مِنْ أَجْلِ هَذَا يَتْرُكُ الرَّجُلُ أَبَاهُ وَأُمَّهُ وَيَلْتَصِقُ بِامْرَأَتِهِ وَيَكُونُ الاِثْنَانِ جَسَداً وَاحِداً. (متى ١٩: ٣-٩)
لِذَلِكَ يَتْرُكُ الرَّجُلُ ابَاهُ وَامَّهُ وَيَلْتَصِقُ بِامْرَاتِهِ وَيَكُونَانِ جَسَدا وَاحِدا.
بشكل دوري، قبلت حركات الإصلاح المسيحية التي سعت إلى إعادة بناء العقيدة المسيحية القائمة على الكتاب المقدس وحده (سولا سكريبتورا) الزواج التعددي مؤقتًا باعتباره ممارسة توراتية. على سبيل المثال، خلال الإصلاح البروتستانتي، في وثيقة تمت الإشارة إليها ببساطة باسم "Der Beichtrat" (أو «المشورة الطائفية»)، منح مارتن لوثر لاندغراف فيليب، الذي كان يعيش لسنوات عديدة «في حالة من الزنا والفسق»، إجازة للزوجة الثانية. كان من المقرر أن يتم الزواج المزدوج سراً لتجنب فضيحة عامة. قبل حوالي خمسة عشر عامًا، في رسالة إلى المستشار السكسوني جريجور بروك، ذكر لوثر أنه لا يستطيع «منع أي شخص من الزواج بعدة زوجات، لأنه لا يتعارض مع الكتاب المقدس».

#### الكنيسة الرومانية الكاثوليكية
تدين الكنيسة الرومانية الكاثوليكية للزواج التعددي. يدرجه التعليم المسيحي للكنيسة الكاثوليكية في الفقرة 2387 تحت عنوان "جرائم أخرى ضد كرامة الزواج" وينص على أنه "لا يتوافق مع القانون الأخلاقي". وفي الفقرة 1645 أيضًا تحت عنوان "أغراض ومتطلبات الحب الزوجي"، يتم توضيح وحدة الزواج، التي يعترف بها ربنا بوضوح، في الكرامة الشخصية المتساوية التي يجب أن تُمنح للزوج والزوجة في مودة متبادلة وغير متحفظ عليها - الزواج التعددي مخالف للحب الزوجي الذي لا ينفصل عن غيره ".

#### الكنيسة اللوثرية
استضاف الاتحاد اللوثري العالمي مؤتمرا إقليميا في أفريقيا، حيث تم الدفاع عن قبول الزواج التعددي في العضوية الكاملة من قبل الكنيسة اللوثرية في ليبيريا باعتباره مسموحا به. ومع ذلك، لا تسمح الكنيسة اللوثرية في ليبيريا للزواج التعددي الذين أصبحوا مسيحيين بالزواج من المزيد من الزوجات بعد أن حصلوا على سر المعمودية المقدسة. كما أن المبشرين الإنجيليين اللوثريين في الماساي يتسامحون مع ممارسة الزواج التعددي، وفي جنوب السودان، أصبح بعض متعددي الزوجات مسيحيين لوثريين.

### الإسلام
في الفقه الإسلامي للزواج، في ظل ظروف معقولة ومضمونة، يجوز للرجل المسلم أن يتزوج أكثر من زوجة واحدة في نفس الوقت، حتى المجموع أربع، ولا يجوز للمرأة المسلمة أن يكون لها أكثر من زوج واحد تحت أي ظرف من الظروف.
يضع الإسلام شروطاً صارمة جداً على نطاق تعدد الزوجات، وعلى الحالات الاستثنائية وهذا ما تنص الآية التي تجيز تعدد الزوجات:{{ وَإِنْ خِفْتُمْ أَلَّا تُقْسِطُوا فِي الْيَتَامَىٰ فَانْكِحُوا مَا طَابَ لَكُمْ مِنَ النِّسَاءِ مَثْنَىٰ وَثُلَاثَ وَرُبَاعَ ۖ فَإِنْ خِفْتُمْ أَلَّا تَعْدِلُوا فَوَاحِدَةً أَوْ مَا مَلَكَتْ أَيْمَانُكُمْ ۚ ذَٰلِكَ أَدْنَىٰ أَلَّا تَعُولُوا }} سورة النساء ﴿3﴾ وتشترط آيات تعدد الزوجات المساواة بين الزوجات ومع ذلك يبدو ان اية أخرى تقول بان الرجال غير قادرين على ذلك:{وَلَن تَسْتَطِيعُوا أَن تَعْدِلُوا بَيْنَ النِّسَاءِ وَلَوْ حَرَصْتُمْ ۖ فَلَا تَمِيلُوا كُلَّ الْمَيْلِ فَتَذَرُوهَا كَالْمُعَلَّقَةِ ۚ وَإِن تُصْلِحُوا وَتَتَّقُوا فَإِنَّ اللَّهَ كَانَ غَفُورًا رَّحِيمًا} سورة النساء ﴿129﴾ وبعبارة أخرى فان تعدد الزوجات يشكل استثناء إذا لزم الامر، وينصح الإسلام الرجل بالزواج الأحادي إذا كان يخشى أن لا يستطيع التعامل مع زوجاته بالعدل.
لا يجوز للمرأة المسلمة أن تتزوج أكثر من زوج واحد. وفي حالة الطلاق أو وفاة أزواجهن، يمكنهم الزواج مرة أخرى بعد الانتهاء من العدة، لأن الطلاق قانوني في الشريعة الإسلامية، ويحق للمرأة غير المسلمة التي تدخل الإسلام بأن تغادر زوجها غير المُسلم وأن تتزوج مرة أخرى من مُسلماً دون الطلاق من زوجها السابق، لأن زواجها من غير المسلم ينحل شرعًا عند دخولها الإسلام.